# Icône de Bogolioubovo de la Mère de Dieu
L'icône de Bogolioubovo de la Mère de Dieu ou Théotokos de Bogolioubovo (en russe : Боголюбская икона Божией Матери) est une icône vénérée au sein de l'Église orthodoxe russe, réalisée au XIIe siècle, à la demande d'André Ier Bogolioubski, en souvenir d'une apparition de la Vierge Marie. Cette icône, qui est parmi les plus anciennes de Russie, est considérée comme miraculeuse. Elle est fêtée le 1er (18) juillet.
Comme l'icône de Notre-Dame de Vladimir, cette icône se caractérise par sa douceur, l'émotion et l'attendrissement que suscite la mère qui adresse une prière à son fils pour l'humanité.

## Histoire
Selon la légende, en 1155, lors du transfert de la future icône de Notre-Dame de Vladimir en Zalessie depuis la ville de Vychhorod , André Ier Bogolioubski eut une apparition de la Sainte Vierge dans sa tente, qui lui demanda de placer cette icône à Vladimir. Le prince fonda à l'emplacement de sa vision le château de Bogolioubovo dans le bourg actuel de Bogolioubovo, près de Vladimir. Une autre icône fut réalisée à la demande du prince qui représentait sa vision. Cette dernière a été placée, selon certains témoignages, ensemble avec l'icône de Notre-Dame de Vladimir à l'endroit où est construit, plus tard, le château de Bogolioubovo.
Selon l'historien d'art Levone Nersesian : « Comme toutes les icônes celle-ci a été restaurée à de nombreuses reprises, et parfois par des méthodes qui ne permettent plus de retour en arrière et fort éloignées des méthodes actuelles. Au début du XXe siècle elle se présentait comme une accumulation de levkas et de nombreuses couches de peinture. De plus elle était conservée dans des conditions - je pense surtout à la température et à l'humidité - dont à ces époques du Moyen Âge et des temps modernes personne ne se souciait… ».
Durant la seconde partie du XXe siècle, l'icône est restaurée à plusieurs reprises. Depuis 1992 l'original de l'icône se trouve au Couvent Kniaguinine à Vladimir. Toutefois à la suite de sa dégradation, depuis le 4 juin 2009 l'icône se trouve pour restauration au musée réserve de Vladimir-Souzdal.

## Iconographie
L'icône représente la Vierge Marie sans son enfant, en pied, en prière devant le Seigneur qui apparaît dans un quadrant de ciel sur le côté de l'icône. Dans les mains de la Vierge les icônes de ce type représentent un parchemin sur lequel est écrite une prière adressée à Dieu.
Il existe de nombreuses variantes de cette icône où la Vierge est agenouillée, le plus souvent avec André Bogoliobovski à ses côtés. Elle appartient au type Agiosoritissa (appelé parfois icône déisis) avec cette différence que la déisis n'est plus complète sans la représentation de Jésus-Christ. Mais la Vierge apparaît dans son rôle d'intercesseur, de défenderesse de l'humanité auprès de son fils Jésus. Comme dans les types orante et odigitria elle montre à la fois la voie à suivre vers Dieu et est en prière devant son fils. 

## Copies des icônes de Bogoliobovo

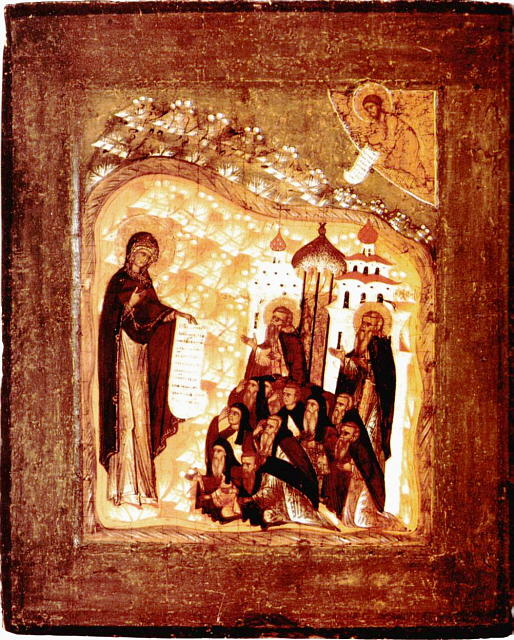
La Vierge de Bogolioubovo avec Saint Zosime et Savvatti au Cimetière Volkovo, Saint-Pétersbourg XVIIe siècle

Cette icône de Bogoliobovo est considérée comme miraculeuse et est devenue un modèle fréquemment utilisé pour créer des copies officielles dont la composition est indépendante de l'originale mais qui restent fort respectées et honorées par les fidèles et que les russes appellent spiski.